# Kiss (disc)
KISS és l'àlbum de debut de la banda Kiss.

## Llista de cançons
1. Strutter – 03:10
2. Nothin' to Lose – 03:27
3. Firehouse – 03:17
4. Cold Gin – 04:22
5. Let Me Know – 02:58
6. Kissin' Time – 03:52
7. Deuce – 03:06
8. Love Theme From Kiss – 02:24
9. 100,000 Years – 03:22
10. Black Diamond – 05:13